# 全北大学校
全北大学校（チョンブクだいがっこう、朝鮮語: 전북대학교、英語: Jeonbuk National University）は、大韓民国の全北特別自治道を代表する地域拠点国立大学である。

## 歴史
1952年6月、道立裡里農科大学（1947年開校）、全州明倫大学、群山大学が統合され開校。
1970年に医科大学、1971年に師範大学、1980年に歯科大学、1982年に社会科学大学、1987年に芸術大学、1988年に獣医学部、1991年に生活環境大学が設置された。 
2008年3月、益山大学校を統合。

## 象徴
標語は自由、正義、創造であり、象徴はヒョウである。

## 組織

### 学部
- グローバル融合大学
  - 国際人文社会学部
  - 国際理工学部
  - 公共人材学部
- 看護大学
  - 看護学科
- 工科大学
  - 建築工学科
  - 都市工学科
  - 建築学科
  - 機械システム工学部
  - 機械設計工学部
  - 機械工学科
  - 航空宇宙工学科
  - バイオメディカル工学部
  - 新素材工学部
  - 高分子ナノ工学科
  - 電気電子コンピューター工学部
  - 化学工学部
  - 環境工学科
  - 土木工学科
  - 産業情報システム工学科
  - 繊維素材システム工学科
  - 自然・エネルギー工学科
  - IT情報工学部
  - IT応用システム工学科
  - 社会基盤工学科
  - 量子システム工学科
- 農業生命科学大学
  - 農業経済学科
  - 山林資源学科
  - 木材応用科学科
  - 農生物学科
  - 作物生命科学科
  - 園芸学科
  - 地域建設工学科
  - 生物産業機械工学科
  - 生物環境化学科
  - 食品工学科
  - 動物資源科学部
  - 造景学科
- 師範大学
  - 国語教育科
  - 独語教育科
  - 英語教育科
  - 教育学科
  - 倫理教育科
  - 地理教育科
  - 社会教育学部
  - 科学教育学部
  - 数学教育科
  - 体育教育科
- 社会科学大学
  - 新聞放送学科
  - 心理学科
  - 社会学科
  - 政治外交学科
  - 社会福祉学科
  - 行政学科
- 商科大学
  - 経営学部
  - 経済学部
  - 貿易学科
- 生活科学大学
  - 食品栄養学科
  - 衣類学科
  - 住居環境学科
  - 児童学科
- 獣医科大学
  - 獣医学科
- 芸術大学
  - 韓国音楽学科
  - 舞踊学科
  - 美術学科
  - 産業デザイン学科
  - 音楽科
- 人文大学
  - 国語国文学科
  - 独語独文学科
  - フランス学科
  - スペイン・中南米語文学科
  - 英語英文学科
  - 日本語日本文学科
  - 中国語中国文学科
  - 考古文化人類学科
  - 史学科
  - 哲学科
  - 文献情報学科
- 自然科学大学
  - 物理学科
  - 地球環境科学科
  - 化学科
  - 生物科学部
  - 数学科
  - 統計情報科学科
  - 科学学科
  - 半導体科学技術学科
  - 獣医芸科
  - スポーツ科学科
- 環境生命資源大学
  - 生命工学部
  - バイオ食品工学科
  - 漢薬資源学科
  - 環境造景デザイン学科
  - 生命資源流通経済学科
- 薬学大学
  - 薬学科
- 医科大学
  - 医学科
- 歯科大学
  - 歯医科
- スマートファーム大学

### 大学院
- 一般大学院
  - 人文社会系列
    - 国語国文学科
    - 独語独文学科
    - 仏語仏文学科
    - 英語英文学科
    - 中国語中国文学科
    - 日本語日本文学科
    - 語学文学教育学科（博士課程のみ）
    - 哲学科
    - 史学科
    - 文献情報学科
    - 考古文化人類学科
    - 法学科
    - 政治学科
    - 行政学科
    - 経営学科
    - 経済学科
    - 貿易学科
    - 会計学科
    - 心理学科
    - 韓国社会倫理学科
    - 教育学科
    - 社会学科
    - 社会福祉学科
    - 新聞放送学科
    - 社会科教育科（博士課程のみ）

  - 自然科学系列
    - 数学科
    - 物理学科
    - 化学科
    - 生物学科
    - 地球環境科学科
    - 科学学科
    - 統計情報学科
    - 農学科
    - 畜産学科
    - 農化学科
    - 農工学科
    - 園芸学科
    - 農生物学科
    - 食品工学科
    - 林学科
    - 農業経済学科
    - 造景学科
    - 生物産業機械工学科（修士課程のみ）
    - 林産工学科（修士課程のみ）
    - 生活科学科
    - 看護学科

  - 工学系列
    - 建築・都市工学科
    - 土木工学科
    - 金属工学科
    - 資源・エネルギー工学科
    - 電気工学科
    - 機械工学科
    - 半導体・化学工学部
    - 半導体工学専攻
    - 化学工学専攻
    - 繊維工学科
    - 電子情報工学部
    - 電子工学専攻
    - コンピュータ工学専攻
    - 精密機械工学科
    - 環境工学科
    - 産業システム工学科
    - 材料工学科
    - 機械設計学科
    - 高分子・ナノ工学科
    - 航空宇宙工学科
    - プラズマおよび量子ビーム応用工学科

  - 芸体能系列
    - 音楽学科（修士課程のみ）
    - 韓国音楽学科（修士課程のみ）
    - 舞踊学科（修士課程のみ）
    - 美術学科
    - 産業デザイン学科（修士課程のみ）
    - 体育学科

  - 医学系列
    - 医学科
    - 歯医学科
    - 獣医学科
- 医学専門大学院
- 歯医学専門大学院
- 法学専門大学院
- 経営大学院
- 教育大学院
- 農業開発大学院
- 法務大学院
- 保険大学院
- 産業技術大学院
- 情報科学大学院
- 行政大学院
- 環境大学院

## 学術交流協定

### 海外
日本
- 東北大学
- 北海道大学
- 宇都宮大学
- 埼玉工業大学
- 千葉大学
- 日本大学
- 早稲田大学
- 東京大学
- 東京工業大学
- 東京電機大学
- 麻布大学
- 長岡技術科学大学
- 金沢医科大学大学院
- 山梨大学工学部
- 信州大学繊維学部
- 豊橋技術科学大学
- 神戸大学法学専門大学院
- 鳥取大学
- 山口大学
- 九州大学
- 鹿児島大学
- 北九州工業高等専門学校
- 熊本県立熊本農業高等学校

中華人民共和国
- ハルビン工業大学
- 中南民族大学
- 延辺大学
- 浙江大学
- 南京大学
- 南開大学
- 東北師範大学
- 中央民族大学
- 中国人民大学
- 延辺科学技術大学
- 青島大学
- 香港中文大学法律学院
- 雲南大学
- 長安大学
- 上海理工大学